# Brzeg
Břeh (polsky Brzeg, německy Brieg, slezskoněmecky Brigg) je město v jihozápadním Polsku v Opolském vojvodství, sídlo stejnojmenného okresu. Leží na Odře v geomorfologickém celku Pradolina Wrocławska (součást Slezské nížiny) a historicky patří k Dolnímu Slezsku. V roce 2024 čítalo 33 403 obyvatel. Prochází tudy železniční magistrála Katovice/Bohumín – Opolí – Vratislav.

## Dějiny

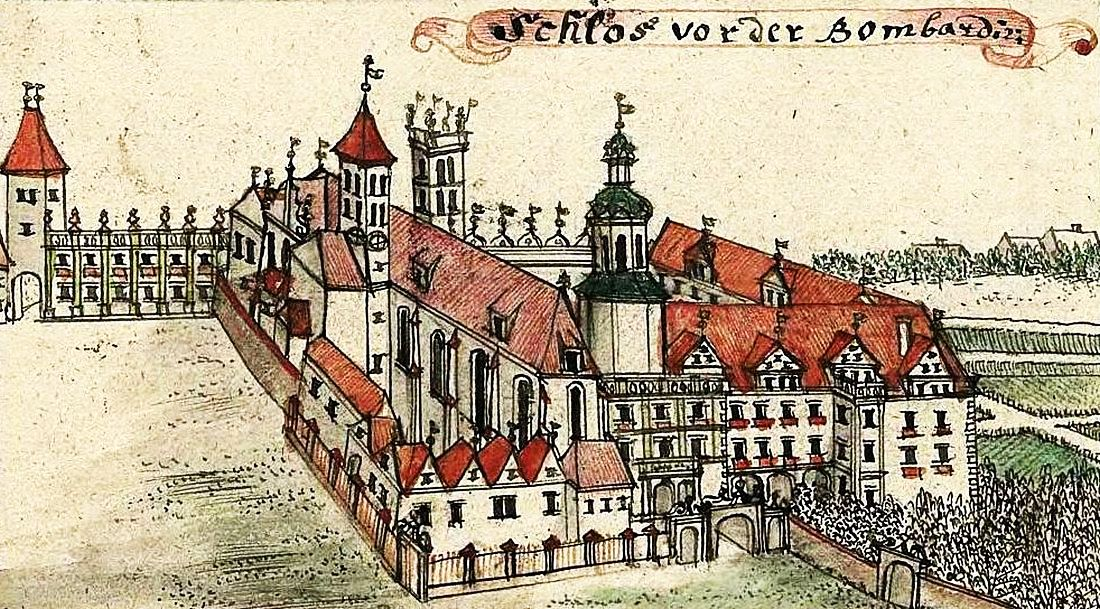
Břežský hrad před rokem 1741

První písemná zmínka o rybářské osadě Wissokembreghe (tedy „Vysoký břeh” podle polohy vůči Odře) pochází z roku 1234. Založení města podle neumarktského se datuje do roku 1248, lokační listinu vydal vratislavský kníže Jindřich III. Bílý. Usadili se zde kolonisté ze Saska a Durynska, kteří si však slovanský název starší osady ve zkrácené a výslovnostně poněmčené podobě Brieg ponechali. O vývoji města rozhodla výhodna poloha na obchodní stezce Via Regia.
Vydělením z Vratislavsko-lehnického knížectví vzniklo v roce 1311 samostatné Břežské knížectví. Roku 1329 složil Boleslav III. Marnotratný lenní slib českému králi Janu Lucemburskému a od roku 1348 patřilo Břežsko mezi země Koruny české. Později bylo opět spojeno s Lehnickem a také s Volovskem. Dynastie Piastovců zde vládla nejdéle v celém Slezsku, totiž až do smrti Jiřího Viléma Lehnického v roce 1675. V polovině 16. století byl hrad slezských Piastovců v Brzegu na podnět Jiřího II. přestavěn na okázalou renesanční rezidenci. Podíleli se na tom umělci italského původu jako bratři Parrové (architekti), bratři Niuronové (architekti) či Giovanni Maria Nosseni (sochař), kteří jsou společně označováni za „břežskou italskou uměleckou kolonií”.
10. dubna 1741 se v blízkosti Břehu odehrála první větší bitva první slezské války známá jako bitva u Mollwitz (polsky Małujowice) a samotné město bylo pruskou armádou bombardováno. Prohra Habsburské monarchie v této válce vedla k rozdělení Slezska a připojení Břehu k Pruskému království. Vznikl okres Břeh (Landkreis Brieg), který od správní reformy roku 1815 patřil k vládnímu obvodu Vratislav v rámci provincie Slezsko. Prušáci rozšířili bastionové opevnění města, to však neodolalo francouzskému obležení v roce 1807.
V srpnu 1842 byla železniční trať Vratislav – Olava, první úsek Hornoslezské dráhy a zároveň nejstarší trať na území dnešního Polska, prodloužena do Břehu. Mezi významné průmyslové podniky založené v 19. století patřila koželužna Engelhardta Molla (1811), továrna na pozamenty Theodora Heinzeho (1830), továrna na klavíry a piana Antona Schütze (1874) či cukrovar bratří Neugebauerů (1877). Počínaje rokem 1807 bylo postupně odstraňováno městské opevnění, což umožnilo založení parkového okruhu kolem historického jádra. Od roku 1907 tvořil Břeh samostatný městský okres. V roce 1909 vznikl paralelně ke korytu Odry nový průplav a byl otevřen přístav.
V roce 1910 žilo v Břehu 29 095 obyvatel, z toho 66,7 % evangelíků a 31,3 % katolíků, v drtivé většině německé národnosti. Do konce druhé světové války leželo město na území Německa. Rudá armáda jej obsadila po dvoutýdenním obležení 6. února 1945. Asi polovina zástavby byla zničena nebo poškozena. Po válce ji zpravidla nahradily novostavby, čímž byla narušena kompozice historického centra. Na základě Postupimské dohody byl Břeh připojen k Polsku, od roku 1950 patří k Opolskému vojvodství. Odsunuté německé obyvatelstvo nahradili polští přesídlenci z východních území postoupených SSSR a osadníci z centrálního Polska.

## Pamětihodnosti

### Hrad slezských Piastovců v Brzegu

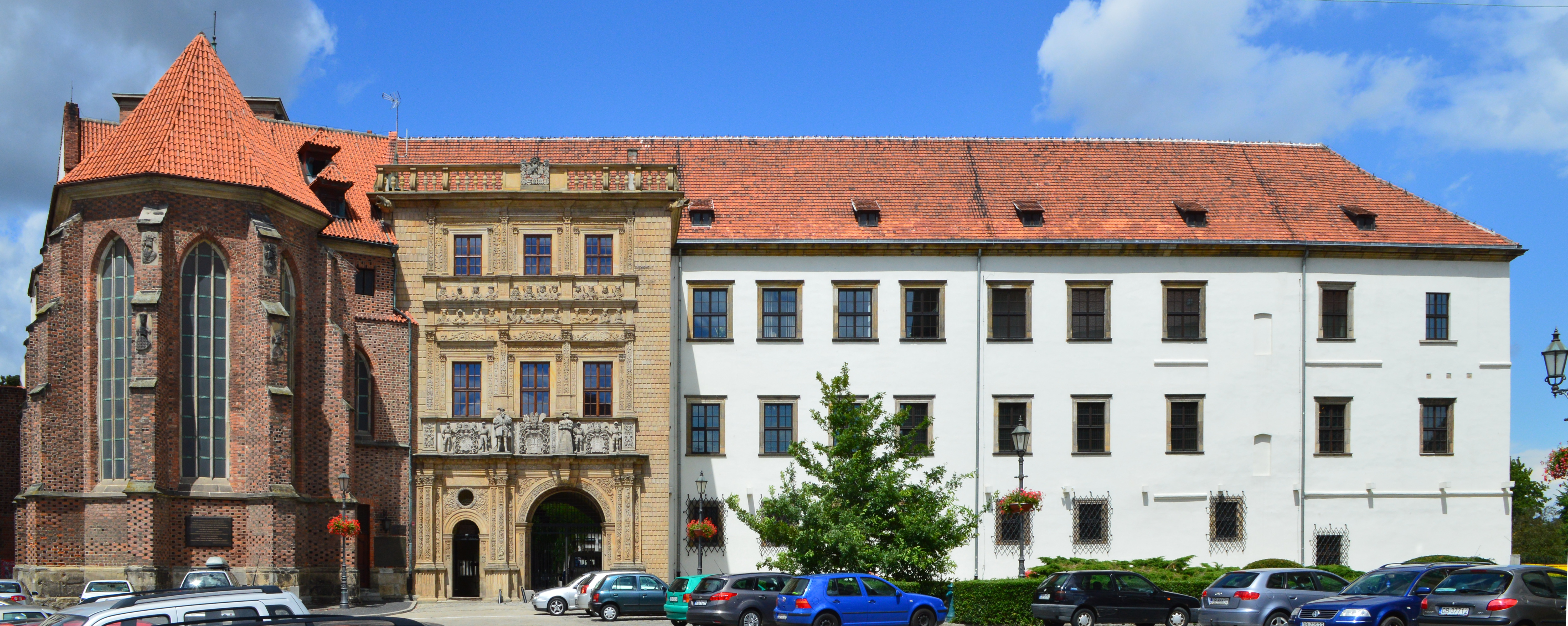
Kaple svaté Hedviky, vstupní brána a jižní křídlo hradu

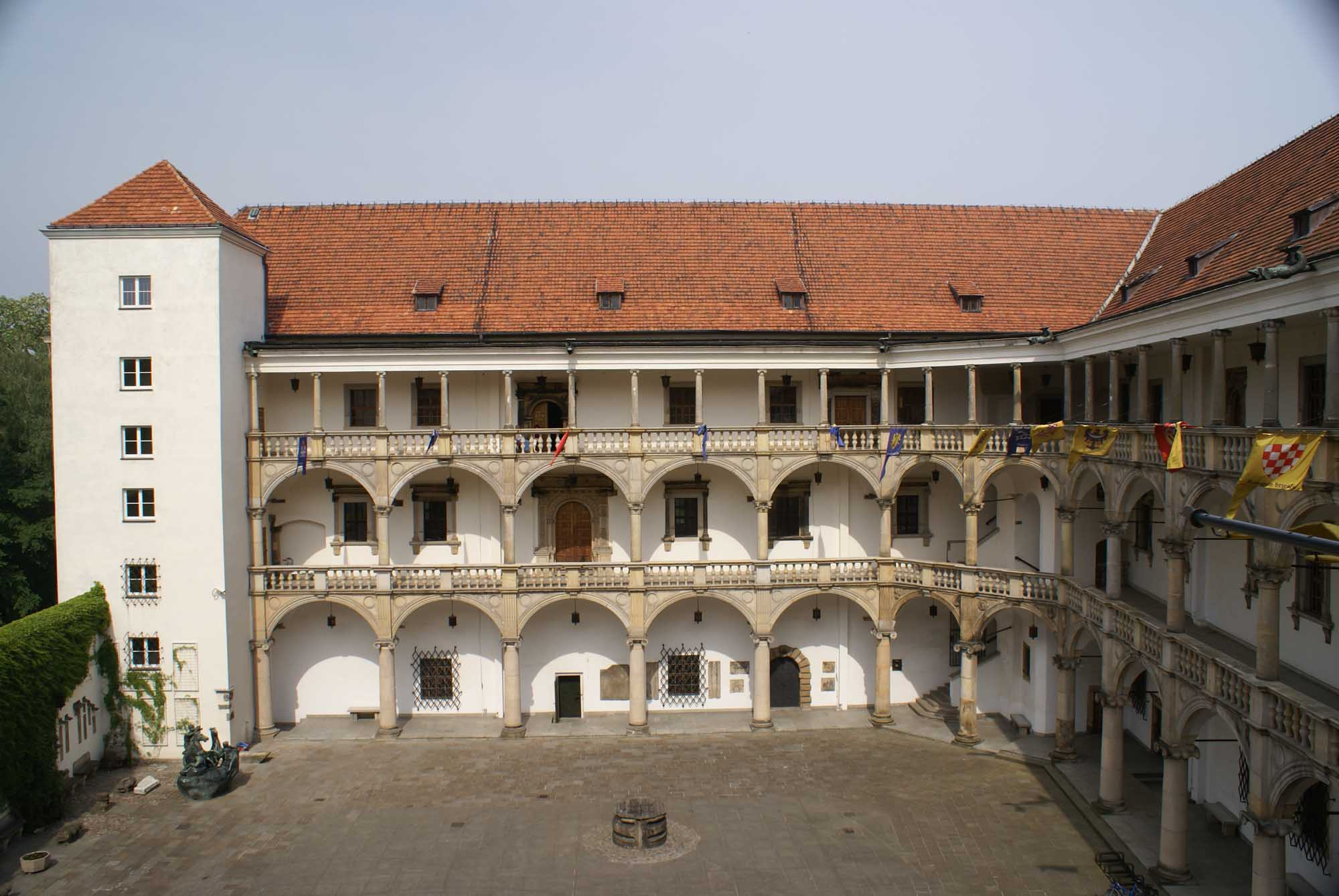
Nádvoří

Související informace naleznete také v článku Hrad slezských Piastovců v Brzegu.
Hrad slezských Piastovců v Brzegu (Zamek Piastów Śląskich w Brzegu nebo Piastenschloss), nazývaný také Slezský Wawel, je renesančně přestavovaný hrad ze 13. století, historické sídlo břežských knížat a nyní sídlo Muzea slezských Piastovců. V roce 1675 zde zemřel poslední potomek slezských Piastovců Jiří Vilém Lehnický (Jerzy Wilhelm legnicki). Součástí hradu je také původně gotická kaple svaté Hedviky Slezské.

### Kostely

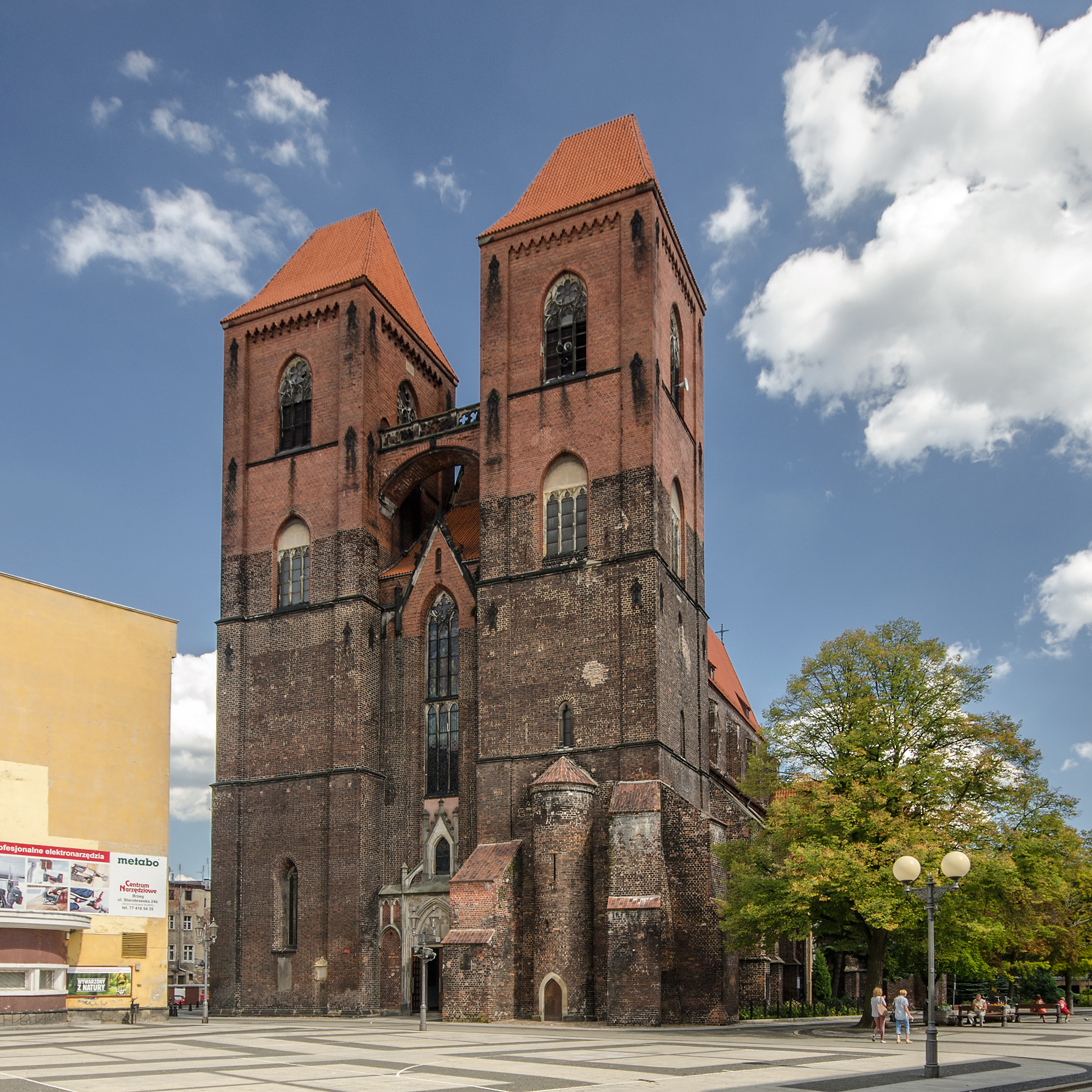
Kostel svatého Mikuláše

- svatého Mikuláše – gotický farní kostel postavený mezi lety 1365 až 1417; od roku 1524 do konce druhé světové války patřil luteránům; během sovětského obležení vyhořel a byl obnoven v letech 1958–1967;
- Povýšení Svatého Kříže – barokní jezuitský chrám postavený mezi lety 1734 až 1739 na místě středověkého dominikánského kláštera, novobarokní věže byly přidány v polovině 19. století;
- svatého Petra a Pavla – původně františkánský, postavený v gotickém slohu ve 14. století; po zavedení luteránství Fridrichem II. v roce 1524 byl opuštěn a následně přestavěn na zbrojnici; od roku 1930 sloužil jako sklad; nachází se v blízkosti oderského nábřeží, a proto byl vážně zasažen během povodně v roce 1997 – došlo k narušení statiky a zřítila se věž; od roku 2001 probíhá postupná obnova kostela;[11]
- svatého Lukáše – pseudogotický z roku 1897; původně patřil staroluterské obci (odpůrcům pruské unie), po druhé světové válce je sídlem luteránské farnosti;

### Ostatní

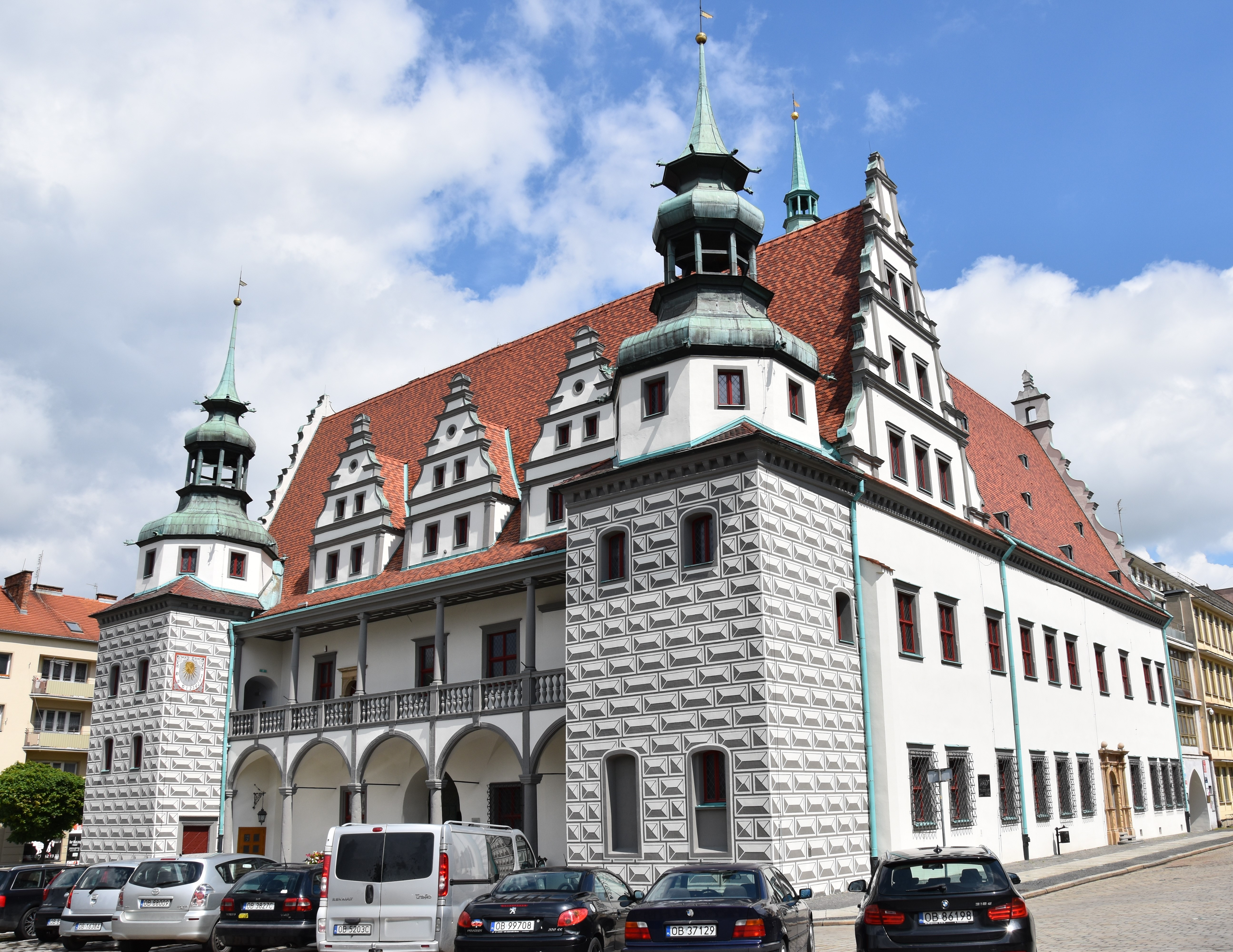
Radnice

- Radnice – renesanční stavba z dílny Jakoba Parra a Bernharda Niurona postavená uprostřed hlavního náměstí v letech 1569–1577; dochovala se část původního interiéru, zejména Velký stropní sál s modřínovým stropem z roku 1648 a v severním křídle raně rokokový Radní sál z roku 1746; renesanční portál na jižní straně pochází z měšťanského domu zbouraného v roce 1926;[12]
- „Piastovské gymnázium” (Gimnazjum Piastowskie) – historická školní budova postavená podle návrhu Jakoba Parra v letech 1564–1569 pro Gimnasium Illustre Bregense, jež patřilo v 16. a 17. století mezi nejvýznamnější střední školy humanitního zaměření ve Slezsku; současná podoba je výsledkem pozdějších přestaveb, zejména v 19. století, kdy byla sídlem reálky, a v 60. letech 20. století během obnovy po poškození za druhé světové války;[13]
- Odřanská brána (Brama Odrzańska)– renesanční městská brána navržena Bernardem a Peterem Niuronem v roce 1595; původně vedla k padacímu mostu přes Odru; v roce 1895 byla v souvislosti s likvidací pozůstatků bastionového opevnění přesunuta z původního místa do nově vzniklého Peppelova parku (dnes Park Nadodrzański).[14]
- Židovský hřbitov založený v roce 1801 a bývalá synagoga v ulici Długa přestavěná v roce 1940 na obytný dům;

## Doprava

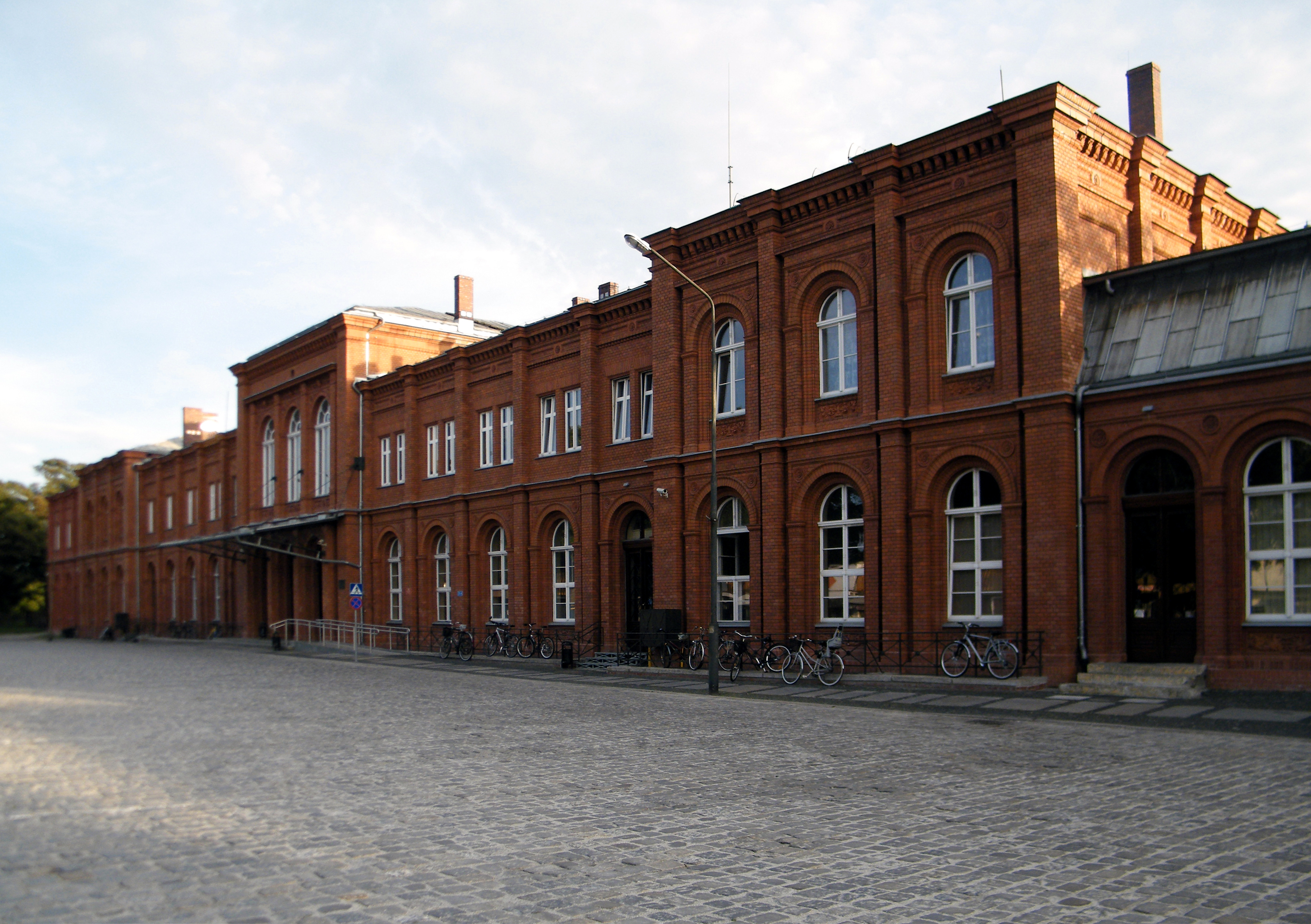
Vlakové nádraží

Břeh leží na železniční magistrále Katovice/Bohumín – Vratislav, historické Hornoslezské dráze, která je nyní součástí III. panevropského koridoru. Od ní odbočuje trať regionálního významu do Nisy. Trať do Střelína je v současnosti v provozu pouze pro nákladní dopravu v úseku Břeh – Małujowice. Ve stanici Brzeg zastavují vlaky všech kategorií, včetně mezinárodních spojů do Berlína, Vídně a Lvova. Z polských měst měl Břeh v jízdním řádu 2020/2021 přímé spojení mj. se Štětínem, Gdaňskem, Přemyšlí, Bělostokem, Lublinem či Varšavou.
Městem prochází národní silnice (droga krajowa) č. 94 neboli „stará silnice” Opolí – Vratislav a také národní silnice č. 39 spojující jižní část Dolního Slezska (okres Dzierżoniów) s velkopolským městem Kępno. Dálnice A4 vede zhruba 12 km jižně od města, v obci Młodoszowice se nachází dálniční křižovatka Brzeg.
Dopravní podnik PKS Brzeg provozuje osm městských linek, jakož i příměstskou a regionální autobusovou dopravu.
Do roku 1993 existovalo v blízkosti města vojenské letiště Brzeg-Skarbimierz využívané sovětskými jednotkami. Jeho areál je v současnosti transformován na průmyslový park.

## Slavní rodáci
- Kamil Bednarek (* 1991), zpěvák reggae
- Carl Friedländer (1847–1887), patolog a mikrobiolog, objevil bakterii Klebsiella pneumoniae způsobující zápal plic
- Alfred Kurella (1895–1975), spisovatel a překladatel, kulturní funkcionář v NDR
- Friedrich von Logau (1605–1655), básník období baroka (narodil se na statku Brockuth/Brochocin v Břežském knížectví a působil na břežském hradě)
- Kurt Masur (1927–2015), dirigent
- Oskar Moll (1875–1947), malíř a grafik, představitel fauvismu
- Max Obal (1881–1949), herec, zpěvák a filmový režisér
- Jacek Protasiewicz (* 1967), politik, místopředseda Evropského parlamentu v letech 2012–2014
- Friedrich Slotty (1881–1963), indogermanistik, vysokoškolský profesor
- Bartholomäus Stein (1477–1520), geograf a kronikář období humanismu, autor zeměpisných pojednání o Slezsku a Vratislavi
- Otto Thorbeck (1912–1976), právník a interní soudce SS

## Partnerská města
- Beroun, Česko
- Goslar, Německo
- Bourg-en-Bresse, Francie